# Regina Song
Regina Song Hwee Nee (nacida el 16 de febrero de 2004) es una cantautora singapurense que realizó su debut en 2021.
Luego del lanzamiento de su álbum debut «fangirl», Song alcanzó más de 2,3 millones de oyentes mensuales en la plataforma Spotify, con su tema «the cutest pair» encabezando las listas de la Asociación de la Industria Discográfica de Singapur (RIAS).

## Primeros años y educación
Song nació en Singapur. Siguiendo la formación musical de sus padres, comenzó su aprendizaje de piano a la edad de seis años.
En 2017, Song se matriculó en la Escuela de Artes de Singapur. En 2020, al cumplir 16 años, se tomó un año sabático de la escuela, comenzó a escribir canciones y trabajó a tiempo parcial con el objetivo de recaudar fondos para cubrir los honorarios de producción de sus canciones, que costaban entre S$800 y S$1200 por canción. Song se graduó en 2022, especializándose en piano clásico. 
Actualmente, Song es parte de la primera promoción de la Universidad de las Artes de Singapur, estudiando para obtener una Licenciatura en Artes en música.

## Carrera
El 10 de septiembre de 2021, Song hizo su debut musical con el lanzamiento de su sencillo titulado LUCAS.
En 2023, Song firmó con PARKA y comenzó a lanzar sencillos desde marzo de 2023 hasta junio de 2024.
El 3 de marzo de 2024, Song tuvo a cargo el acto de apertura de la etapa en Singapur de la gira growing up? (creciendo?) de Grentperez. El 14 de junio, lanzó su álbum debut titulado fangirl, obteniendo más de 1 millón de reproducciones y fue invitada a actuar en el segmento de música en vivo del Festival Nocturno de Singapur de 2024.    Como parte de la campaña I Play SG Music, algunas canciones del álbum se transmitieron diariamente en las estaciones de Mass Rapid Transit operadas por SMRT Trains y en Marina Bay Sands.
Song es católica . 

## Discografía
- fangirl (2024) [14]

"the cutest pair" alcanzó el puesto número 2 y el número 9 en las listas RIAS Top Regional y Top Streaming respectivamente.

Todas las letras escritas por Regina Song.
| N.º   | Título                    | Producer(s)                          | Duración |  |
| 1.    | «high school boy»         | Dominic Yuan                         | 2:54     |  |
| 2.    | «the cutest pair»         | Leo Matias Dominic Yuan Timothy Liew | 2:38     |  |
| 3.    | «venus»                   | Dominic Yuan                         | 4:10     |  |
| 4.    | «brozone»                 | Gaius Gurvinder Leo Matias           | 3:42     |  |
| 5.    | «love... at first sight?» | Dominic Yuan Leo Matias              | 4:01     |  |
| 6.    | «discord»                 | Dominic Yuan                         | 2:29     |  |
| 7.    | «heartache frenzy»        | Dominic Yuan                         | 3:40     |  |
| 8.    | «leftover feelings»       | Dominic Yuan Cialeo Matias           | 5:23     |  |
| 9.    | «clueless»                | Dominic Yuan Leo Matias              | 3:49     |  |
| 10.   | «fangirl»                 | Dominic Yuan                         | 5:15     |  |
| 38:05 |                           |                                      |          |  |